# Júlio Cesar Theodoro
Júlio Cesar Theodoro (Tucão) es un político  brasileño. Su mayor logro como representante legítimamente elegido por la voluntad popular fue haber sido elegido siete veces concejal de la ciudad de Avaré, en el interior del estado de São Paulo. Marca lograda por muy pocos políticos en Brasil. 

## Registro Electoral
| Año  | Elección                        | Coalición                                         | Partido político              | Candidato para | Votos         | Resultado                           |
| ---- | ------------------------------- | ------------------------------------------------- | ----------------------------- | -------------- | ------------- | ----------------------------------- |
| 1988 | Elecciones municipales en Avaré |                                                   |                               | concejal       |               | No elegido · ( Suplente/Elegido)    |
| 1992 | Elecciones municipales en Avaré |                                                   |                               | concejal       |               | Elegido                             |
| 1996 | Elecciones municipales en Avaré |                                                   |                               | concejal       |               | Elegido                             |
| 2000 | Elecciones municipales en Avaré | Progressistas (PPB)                               | Progressistas (PPB)           | concejal       | 789 (2,14%)   | Elegido                             |
| 2004 | Elecciones municipales en Avaré | Partido Liberal (PL)                              | Partido Liberal (PL)          | concejal       | 1.617 (3,84%) | Elegido                             |
| 2008 | Elecciones municipales en Avaré | Progressistas (PP)                                | Progressistas (PP)            | concejal       | 2.839 (6,45%) | Elegido                             |
| 2012 | Elecciones municipales en Avaré | Partido Socialdemócrata (PSD)                     | Partido Socialdemócrata (PSD) | concejal       | 752 (1,68%)   | Elegido                             |
| 2016 | Elecciones municipales en Avaré | Democratas (Brasil) (DEM) / Patriota (Brasil) PEN | Democratas (Brasil) (DEM)     | concejal       | 442 (1,06%)   | No elegido · ( Suplente/No Elegido) |